# Малкога
Малко́га (Phaenicophaeus) — рід зозулеподібних птахів родини зозулевих (Cuculidae). Представники цього роду мешкають в Південній і Південно-Східній Азії.

## Опис
Малкоги — великі, довгохвості зозулі. Вони досягають довжини 38–50 см і ваги 57–190 г. Малкогам притаманний яскравий дзьоб, навколо очей у них ділянка голої шкіри. На відміну від багатьох інших зозуль, малкоги не практикують гніздовий паразитизм, а самі доглядають за пташенятами. Вони живуть у верхньому і середньому ярусі тропічного лісу, рідко спускаются на рівень підліску. Живляться деревними комахами і плазунами, яких ловлять, причаївшись серед листя. Гніздо майже пласке, чашоподібне, робиться з гілочок. В кладці 2-4 білих яйця. Насиджують яйця і доглядають за пташенятами як самиці, так і самці.

## Види
Виділяють шість видів:
- Малкога яванська (Phaenicophaeus curvirostris)
- Малкога білогруда (Phaenicophaeus pyrrhocephalus)
- Малкога суматранська (Phaenicophaeus sumatranus)
- Малкога сірочерева (Phaenicophaeus viridirostris)
- Малкога таїландська (Phaenicophaeus diardi)
- Кокиль (Phaenicophaeus tristis)

## Етимологія
Наукова назва роду Phaenicophaeus походить від сполучення слів дав.-гр. φοινιξ — пурпуровий і φαω — блищати.. Назва "малкога" походить від сингальського слова на позначення білогрудої малкоги.